# Puchar Arabski w hokeju na lodzie
Puchar Arabski w hokeju na lodzie (ang. Arab Cup of Ice Hockey) – międzynarodowy turniej hokejowy rozgrywany przez reprezentacje narodowe państw arabskich. Pierwszy taki turniej został rozegrany w 2008 roku.

## 2008
Puchar Arabski w hokeju na lodzie 2008 odbył się w dniach od 16 do 20 czerwca 2008 roku. Udział w nim wzięły cztery reprezentacje: Zjednoczone Emiraty Arabskie, Maroko, Kuwejt i Algieria. Mecze rozgrywane były w Dubaju na arenie Zayed Sports Complex.

### Faza grupowa
| Lp. | Zespół                       | M | Pkt | W | PpD | P | G+ | G- | +/− |
| --- | ---------------------------- | - | --- | - | --- | - | -- | -- | --- |
| 1   | Zjednoczone Emiraty Arabskie | 3 | 6   | 3 | 0   | 0 | 19 | 5  | +14 |
| 2   | Kuwejt                       | 3 | 5   | 2 | 1   | 0 | 17 | 9  | +8  |
| 3   | Maroko                       | 3 | 2   | 1 | 0   | 2 | 12 | 21 | -9  |
| 4   | Algieria                     | 3 | 0   | 0 | 0   | 3 | 10 | 23 | -13 |

| 16 czerwca | ZEA    | 9:0     | Maroko   |
| 16 czerwca | Kuwejt | 8:2     | Algieria |
| 17 czerwca | ZEA    | 6:2     | Algieria |
| 17 czerwca | Kuwejt | 6:3     | Maroko   |
| 18 czerwca | ZEA    | 4:3 pd. | Kuwejt   |
| 18 czerwca | Maroko | 9:6     | Algieria |

### Faza pucharowa
|  | Półfinały | Półfinały |   |          | Finał       | Finał |  |
|  |           |           |   |          |             |       |  |
|  |           |           |   |          |             |       |  |
|  | ZEA       | 10        |   |          |             |       |  |
|  | Algieria  | 4         |   |          |             |       |  |
|  |           |           |   |          |             |       |  |
|  |           |           |   |          |             |       |  |
|  |           |           |   |          | ZEA         | 4     |  |
|  |           | Kuwejt    | 1 |          |             |       |  |
|  |           |           |   |          |             |       |  |
|  |           |           |   |          |             |       |  |
|  |           |           |   |          | o 3 miejsce |       |  |
|  |           |           |   |          |             |       |  |
|  | Kuwejt    | 9         |   | Algieria | 4           |       |  |
|  | Maroko    | 0         |   |          | Maroko      | 1     |  |

Półfinały
| 19 czerwca 2008 | Zjednoczone Emiraty Arabskie | 10:4 | Algieria | Zayed Sports Complex, Dubaj |

|  |  | (4:1, 3:2, 3:1) |

| 19 czerwca 2008 | Kuwejt | 9:0 | Maroko | Zayed Sports Complex, Dubaj |

| Godzina: 15:00 |  | (3:0, 3:0, 3:0) |  |  |

Mecz o trzecie miejsce
| 20 czerwca 2008 | Kuwejt | 7:5 | Algieria | Zayed Sports Complex, Dubaj |

|  |  |  |  |  |

Finał
| 20 czerwca 2008 | Zjednoczone Emiraty Arabskie | 4:1 | Kuwejt | Zayed Sports Complex, Dubaj |

|  |  | (0:0, 3:0, 1:1) |

## Kolejne edycje
Drugi turniej o Puchar Arabski planowano odbyć w 2009 roku w Kuwejcie, jednak turniej przełożono najpierw na rok 2010, a następnie turniej został odwołany. Dotychczas nie odbyła się druga edycja turnieju. Obecnie nie ma w planach organizacji żadnego turnieju Pucharu Arabskiego. W miejsce turnieju jako postanowiono w 2010 roku stworzyć Puchar Zatoki Perskiej.